# Сапальяр
Сапальяр (ісп. Zapallar) — селище в Чилі. Адміністративний центр однойменної комуни. Населення селища - 2669 осіб (2002). Селище і комуна входить до складу провінції Петорка і регіону Вальпараїсо.
Територія — 288 км². Чисельність населення - 7339 мешканців (2017). Щільність населення - 25,5 чол./км².

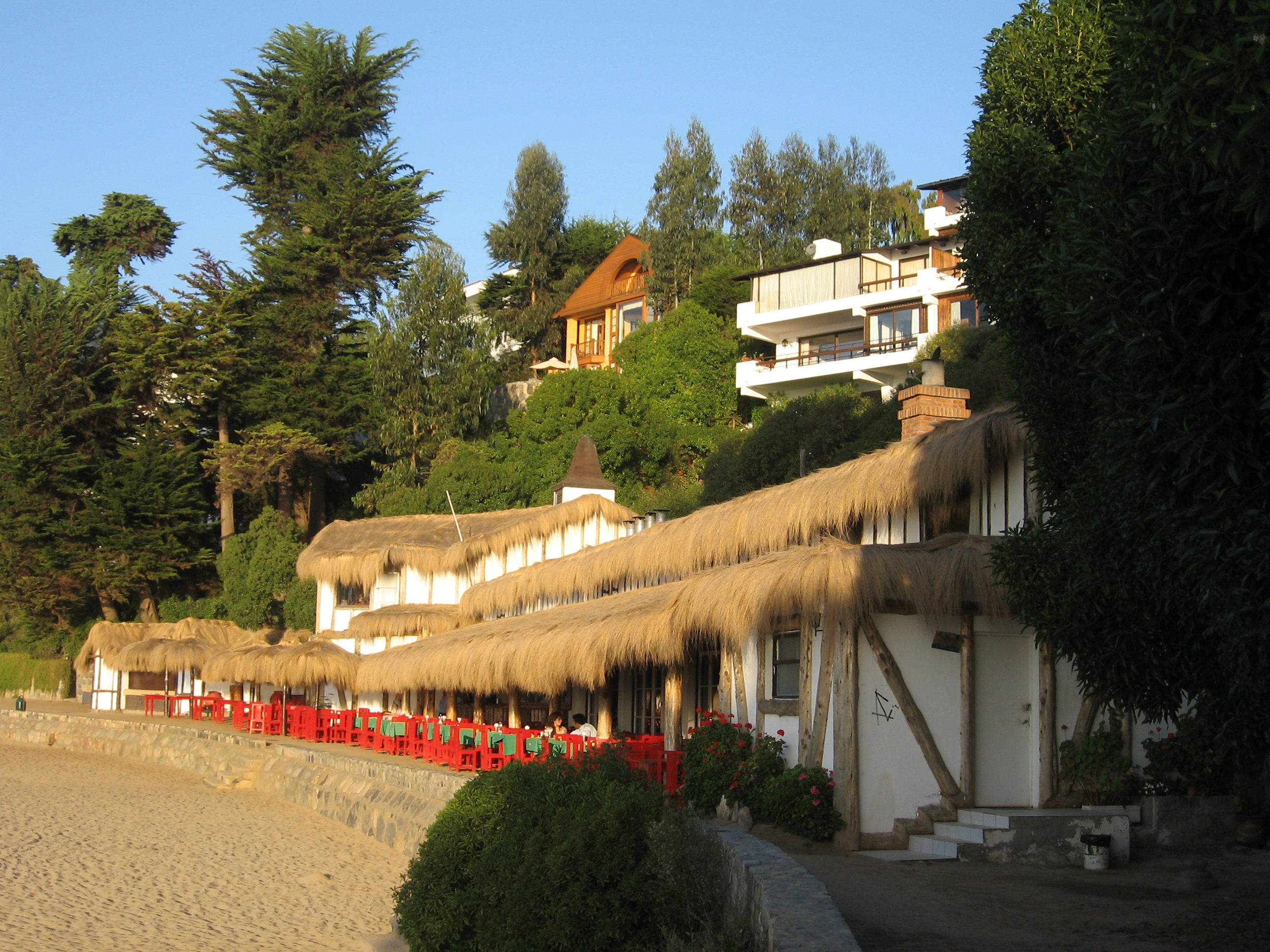
Пляж Сапальяр

## Розташування
Селище розташоване за 57 км на північ від адміністративного центру області міста Вальпараїсо.
Комуна межує:
- на півночі - з комуною Папудо
- на північному сході - з комуною Ла-Лігуа
- на південному сході — з комуною Ногалес
- на південному заході - з комуною Пучункаві
- на заході — Тихий океан